# William Francis Hillebrand
William Francis Hillebrand (1853 – 1925) va ser un químic estatunidenc.

## Biografia
Era fill del botànic alemany, que treballà a Hawaii, William Hillebrand.
Estudià a la Cornell University i a Alemanya a la Universitat de Heidelberg on va rebre el seu Ph D. el 1875. Després treballà amb Robert Bunsen durant un any. La seva recerca científica sobre l'element metàl·lic ceri, obtingut el 1872, feta junt amb Thomas Norton va ser l'inici de la seva carrera.
Va estudiar química orgànica sota Wilhelm Rudolph Fittig a la Universitat d'Estrasburg, però es canvià a la geoquímica i la metal·lúrgia estudiant a l'Acadèmia minera de Freiberg. Tornà als Estats Units el 1878 i treballà com a químic per al United States Geological Survey el 1880. Aquell any va ser enviat a Denver per estudiar les Muntanyes Rocoses i després va anar a Washington D.C. Va passar al National Bureau of Standards l'any 1909 on va ser químic en cap.
Va ser president de la Societat Química Americana el 1906; i el 1908 va ser editor de la revista Journal of Industrial and Engineering Chemistry. Va escriure diversos llibres sobre la química.
l seu fill va ser professor de Literatura anglesa, Harold Newcomb Hillebrand (1887–1953).

### Estudis sobre l'urani
Durant les seves anàlisi del mineral uraninita, va descobrir que en sortia un gas, el qual ell el va identificar com el nitrogen. Més tard, el1895, William Ramsay va descobrir que aquell gas era una mescla d'argó i d'heli, aquest darrer gas, fins aleshores, només s'havia detectat en la corona de les estrelles, incloent-ne el Sol, (del nom en grec del qual, Helios, prové el nom d'"heli").
Un reexamen de les mostres de Hillebrand mostraren que el gas alliberat per la uranita contenia gran quantitats de nitrogen.

## Obres
- Analyse der Silikat- und Karbonatgesteine. Engelmann, Leipzig 2nd German edition by Ernst Wilke-Dörfurt 1910 Digital edition by the University and State Library Düsseldorf